# Una noche sin luna

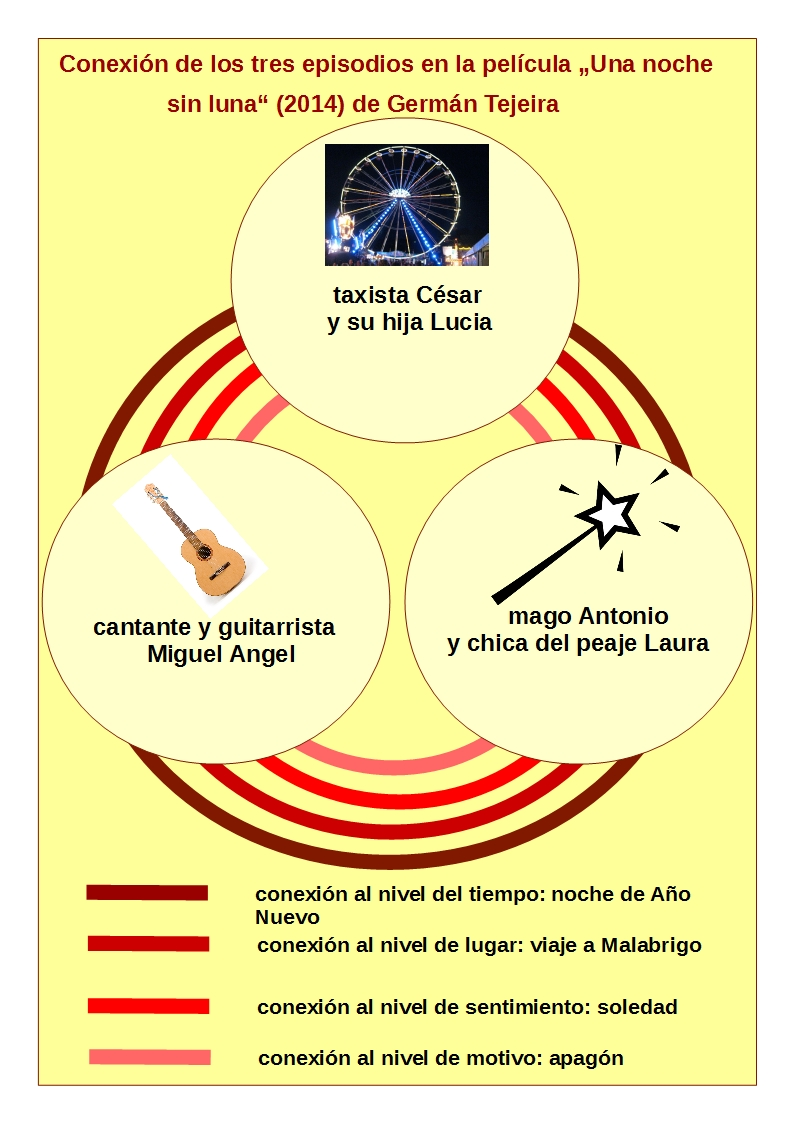
Conexión entre los tres episodios en la película

Una noche sin luna es un largometraje rioplatense dirigido por Germán Tejeira, coproducido por Raindogs Cine de Uruguay y Cine El Calefón de Argentina. Fue estrenado en 2014, y es ganador del Festival Internacional de Cine de Zúrich.

## Trama
La historia se desarrolla en un pequeño pueblo de Uruguay como escenario en la Noche Vieja, en las vísperas del Año Nuevo, que reúne a tres personas que podrán cambiar su destino esa noche. Los temas de la película tienen que ver con la soledad, el transcurrir del tiempo, los sentimientos y las chances que la vida brinda para realizar cambios.

## Producción
La película está coproducida por Raindogs Cine, una productora de Montevideo, Uruguay, creada por Germán Tejeira y Julián Goyoaga, y la productora Cine El Calefón de Argentina. 
Los productores de Raindogs de la película son Germán Tejeira y Julián Goyoaga. Los productores generales de Cine El Calefón son Ana María Apontes, Matías Herrera Córdoba, Juan C. Maristany, Ezequiel Salinas y Lucía Torres.

## Elenco
- Roberto Suárez
- Elisa Gagliano
- Marcel Keoroglián
- Daniel Melingo[5]
- Julieta Franco

## Críticas
Diego Brodersen en Página 12 escribió:

«Amabilidad es la palabra que mejor le cabe a Una noche sin luna … es transparente desde donde se la mire…y así, como en una fábula sin moraleja, todos viajan hacia Malabrigo en esa noche de Año Nuevo, velada que no cambiará sus vidas ni posibilitará algo parecido a la redención –bien a tono con esa benevolencia, melancolía e intensidad moderada que son las marcas más evidentes del film–, aunque, a su manera, para cada uno de ellos se trate de algo más que una noche ordinaria...Tejeira… Anima, conjura estas historias mínimas con el pulso firme del costumbrismo, un sabor agridulce que no abandona casi en ningún momento y la seguridad de trabajar en un terreno donde la previsibilidad no termina de romper con el hechizo amable. Y si bien es cierto que poco hay de novedoso en Una noche sin luna –con su estructura coral que ya conforma un género en sí mismo y esos apagones de luz que funcionan como motores para algunas acciones y reacciones, al tiempo que se revisten de carga simbólica–, también lo es que el realizador esquiva tanto el desdén y la crueldad hacia sus personajes como las gratuidades del dolor intenso y el golpe de efecto dramático. La mejor de las tres historias es la del mago y la chica del peaje, mucho más acertada en el manejo de los espacios acotados donde transcurren los hechos, alejada del tono publicitario que adoptan por momentos las restantes, más misteriosa. Más humana, en definitiva.»

Benjamín Harguindey en Escribiendocine opinó:

«La clave es la soledad. Cada personaje se encuentra demasiado ensimismado y tiene problemas para relacionarse con los demás. Los tres personajes se ven conectados por un súbito apagón (en la epónima noche sin luna) que pone en juego el curso de sus historias, y no nos enteramos de la resolución de cada una hasta el final. De las tres historias, la más interesante resulta la del medio, un “boy meets girl” atípico con una conclusión emocionalmente desgarradora. Las otras dos son más obvias y no guardan grandes sorpresas, aunque la primera cuenta con la presencia entrañable de César y de su hija. Una noche sin luna es una atractiva película – acaso predecible – que cultiva sin mucho apuro una atmósfera melancólica, y estudia a sus personajes con minuciosidad. Da la sensación de comprenderlos y quererlos. Eso no ocurre muy seguido.

Diego Batlle en La Nación opinó:

«La melancolía uruguaya y la melancolía de las fiestas (que recuerda a Felicidades, de Lucho Bender) conforman un universo algo triste (en medio de múltiples infortunios amplificados por constantes cortes de luz) para estos tres seres solitarios, que parecen no tener un lugar en el mundo. De todas maneras, Tejeira evita caer en el miserabilismo, no juzga ni tortura a sus atribuladas criaturas, y maneja siempre un medio tono amable y eficaz. Una película pequeña, entrañable y atractiva.»

## Premios y candidaturas
- 2014: Premio «Golden Eye» en el Festival Internacional de Zúrich a mejor película.[9][2]

- 2015: la película fue preseleccionada para el Premio Oscar.[10]